# Frédéric Monier
Pour les articles homonymes, voir Monier.
Frédéric Monier (né le 7 avril 1966), est un historien français spécialiste de l'histoire politique de la IIIe République.

## Biographie
Agrégé d'histoire (1988), Frédéric Monier a soutenu sa thèse de doctorat, L'apparition du complot communiste en France (1917-1932) : le pouvoir d'État et l'opinion publique face à la section française de la troisième Internationale dans les années vingt, à l'université Paris-Nanterre en 1995, sous la direction de Jean-Jacques Becker.
Il a travaillé avec Sophie Cœuré et Gérard Naud sur le « fonds de Moscou », archives françaises restituées par la Russie après 1991.
Après avoir enseigné à l'université de Valenciennes, il est aujourd'hui professeur d'histoire contemporaine à l'université d'Avignon.
Il coordonne depuis 2011 des programmes de recherche internationaux sur l'histoire de la corruption politique. Ils sont présentés sur le site corruption politique dont il est le responsable scientifique.

## Publications

### Ouvrages
- Le complot dans la République : stratégies du secret, de Boulanger à la Cagoule, Paris, La Découverte, coll. « L'espace de l'histoire », 1998, 339 p. (ISBN 2-7071-2871-6, présentation en ligne), [présentation en ligne], [présentation en ligne].
- La France des années vingt, Le Livre de Poche, 1999.
- Le Front populaire, Paris, La Découverte, coll. « Repères » (no 342), 2002, 123 p. (ISBN 2-7071-3402-3, présentation en ligne).
- La politique des plaintes : clientélisme et demandes sociales dans le Vaucluse d'Édouard Daladier, 1890-1940, Sèvres, La Boutique de l'histoire, 2007, 411 p. (ISBN 978-2-910828-40-0).
- Corruption et politique : rien de nouveau ?, Paris, Armand Colin, coll. « Éléments de réponse. Série Libertés d'historien », 2011, 184 p. (ISBN 978-2-200-24860-4, présentation en ligne).
- Léon Blum : La morale et le pouvoir, Paris, Armand Colin, coll. « Nouvelles biographies historiques », 2016, 285 p. (ISBN 978-2-200-35589-0).

### Direction d'ouvrages collectifs
- Stéphane Audoin-Rouzeau, Annette Becker, Sophie Coeuré, Vincent Duclert, Frédéric Monier (dir.), La politique et la guerre. Pour comprendre le XXe siècle européen. Hommage à Jean-Jacques Becker, ¨Paris, Agnès Vénot- Noésis, 2002,  (ISBN 2-914645-05-8)
- Frédéric Monier (dir.), Complots et conspirations en France du XVIIIe   au   XXe siècle, Valenciennes, Presses universitaires de Valenciennes (Lez Valenciennes, no 32),  (ISBN 2-905725-52-4)
- Jens Ivo Engels, Frédéric Monier et Natalie Petiteau (dir.), La politique vue d'en bas. Pratiques privées et débats publics, XIXe – XXe siècles, Paris, A. Colin, coll. Recherches - Les coulisses du politique dans l'Europe contemporaine, t.1, 2012,  (ISBN 9782200274351)
- Marion Fontaine, Frédéric Monier et Christophe Prochasson (dir.), Une contre-histoire de la IIIe République, Paris, La Découverte, "cahiers libres", 2013,  (ISBN 9782707174239)
- Frédéric Monier (dir.), "La corruption et ses critiques. Des débats en Europe vers 1900", Cahiers Jaurès, 209, 2013,  (ISSN 1268-5399)
- Olivier Dard, Jens Ivo Engels et Frédéric Monier (dir.), Patronage et corruption politiques dans l'Europe contemporaine, Paris, A. Colin, coll. Recherches - Les coulisses du politique dans l'Europe contemporaine, t. 2, 2014,  (ISBN 9782200274375)
- Olivier Dard, Jens Ivo Engels, Andreas Fahrmeir et Frédéric Monier (dir.), Scandales et corruption à l'époque contemporaine, Paris, A. Colin, coll. Recherches - Les coulisses du politique dans l'Europe contemporaine, t. 3, 2014,  (ISBN 9782200274368)
- Jens Ivo Engels, Andreas Fahrmeir, Olivier Dard et Frédéric Monier (dir.), Krumme Touren in der Wirtschaft. Zur Geschichte ethischen Fehlverhaltens und seiner Bekämpfung, Munich, Böhlau, 2015,  (ISBN 978-3-412-21868-3)
- Jens Ivo Engels, Andreas Fahrmeir, Cesare Mattina et Frédéric Monier (dir.), Stadt. Macht. Korruption, Francfort, Steiner Verlag, "Beiträge zur Stadtgeschichte", t. 20, 2017,  (ISBN 978-3-515-11738-8)
- Silvia Marton, Frédéric Monier et Olivier Dard (dir.), Moralité du pouvoir et corruption en France et en Roumanie, XVIIIe – XXe siècles, Paris, Presses de l'université Paris-Sorbonne, 2017,  (ISBN 979-10-231-0577-3)
- Cesare Mattina, Frédéric Monier, Olivier Dard et Jens Ivo Engels (dir.), Dénoncer la corruption. Chevaliers blancs, pamphlétaires et promoteurs de la transparence à l'époque contemporaine, Paris, Demopolis 2018,  (ISBN 978-2-35457-125-2)
- Gemma Rubi et Frédéric Monier (des.), "Modernización y corrupción política en la Europa contemporánea", Ayer. Revista de historia contemporánea, 115/3, 2019  (ISSN 1134-2277),  (ISBN 978-84-16662-97-5)
- Jens Ivo Engels, Frédéric Monier (eds.), History of transparency in politics and society, Leck, V§R Unipress, 2020,  (ISBN 978-3-8471-1155-9)
- Olivier Dard, Jens Ivo Engels, Frédéric Monier (dir.), L'argent immoral et les profiteurs de guerre à l'époque contemporaine (1870-1945), Bruxelles, Peter Lang, 2020,  (ISBN 978-2-8076-1664-6)
- Frédéric Monier (dir.), "L'argent des politiques: rémunération des élus et financement des partis en Europe", Cahiers Jaurès, 235-236, 2020,  (ISSN 1268-5399)
- Ronald Kroeze, Pol Dalmau, Frédéric Monier (eds.), Corruption, Empire and Colonialisme in the Modern era. A global perspective, Londres, Palgrave macmillan, "Palgrave series in comparative global history", 2021,  (ISBN 978-981-16-0254-2)
- Frédéric Monier, Lluis Ferran Toledano, Joan Pubill, Gemma Rubi (eds.), Las sombras de la transparencia. Secreto, corrupción y "Estado profundo" en la Europa contemporánea, Granada, Comares editorial, 2022,  (ISBN 978-84-1369-323-1), présentation sur le site de l'éditeur